# Frederik Høegh-Guldberg
Frederik Høegh-Guldberg (* 26. März 1771 in Kopenhagen; † 21. September 1852 ebenda) war ein dänischer Schriftsteller.

## Leben und Werk
Frederik Høegh-Guldberg war ein Sohn des dänischen Staatsmanns und Historikers Ove Høegh-Guldberg. Er versah den Posten eines Lehrers der dänischen Sprache, als er 1803 zum Lehrer der Prinzessin Karoline ernannt wurde, welche Funktion er bis 1810 ausübte. Während dieser Zeit reiste er 1805 wegen des dänisch-englischen Kriegs mit dem Hof nach Kiel, wo er bis 1810 blieb und in den Jahren 1807–10 die Zeitung für Literatur und Kunst in den königlichen dänischen Staaten redigierte. In der Folge war er von 1813 bis 1830 Professor der dänischen Sprache am Kadetteninstitut der Artillerie und von 1830 bis 1836 an der Militärhochschule. Er verstarb 1852 im Alter von 81 Jahren in Kopenhagen.
Høegh-Guldberg verfasste zahlreiche Schriften verschiedener Art. Vor allem seine zuerst veröffentlichten Werke zeigen ihn als wahren Dichter, während seine letzten Werke Eigentümlichkeiten im Stil enthalten, die ihrem Erfolg schadeten. Er schrieb sechs Theaterstücke, u. a.:
- Lise og Peter, Oper in 2 Akten, Kopenhagen 1793
- Skrivefriheden (Pressefreiheit), Lustspiel, Kopenhagen 1794
- Aften er ikke Morgen lig (Der Abend gleicht nicht dem Morgen), Lustspiel in 4 Akten, Kopenhagen 1817

Die Mehrzahl seiner ersten Gedichte sind vereinigt in Samlede Digte (Gesammelte Gedichte, 2 Bände, Kopenhagen 1803; 2. vermehrte Auflage unter dem Titel Samlede Smaating i bunden og ubunden Tale [Gesammelte Kleinigkeiten in gebundener und ungebundener Rede], 3 Bände, Kopenhagen 1815–16). Ferner:
- Patriotiske Digte af blandet indhold for aar 1807 (Patriotische Gedichte verschiedenen Inhalts für 1807), Kiel 1807
- De store Stad, en Samling Smaadigte (Die große Stadt, eine Sammlung kleiner Gedichte), Kopenhagen 1818
- Kjærminderne eller de lykkelige Dage (Liebe Erinnerungen oder glückliche Tage), Kopenhagen 1828
- Roser og Torne (Rosen und Dornen), Kopenhagen 1829
- Psalmodia, Kopenhagen 1835
- Blomsterkurven (Blumenkorb), Kopenhagen 1850

Seine Übersetzungen lateinischer Schriftsteller ins Dänische sind sehr geschätzt, so Tibulls Elegien (mit lateinischem Text, 2 Bände, Kopenhagen 1803), Terenz’ Skuespil (2 Bände, Kopenhagen 1805) und Plautus (4 Bände, Kopenhagen 1812–13). Er übersetzte auch aus dem Deutschen und Schwedischen religiöse und pädagogische Werke sowie Theaterstücke. Darüber hinaus verfasste er grammatische Werke, u. a. Dannersprogets Retskrivning og Toneklang (Der dänischen Sprache Rechtschreibung und Tonklang, Kiel 1809; 3. Auflage Kopenhagen 1813). Auch schrieb er Artikel für zahlreiche Zeitschriften und Revuen. Ihm werden zugeschrieben die Epistler fra Underverdenen af baron Holberg (Briefe aus der Unterwelt von Baron Holberg, Kopenhagen 1837). In allen seinen Schriften herrschte eine streng sittliche Tendenz vor.
Sein Sohn Ove Emmerich Høegh-Guldberg (* 25. September 1798; † 8. Februar 1843) wurde 1823 Oberhofgerichtsadvokat, 1833 Justizrat und verfasste ebenfalls zahlreiche Schriften.